# S/2004 S 6
S/2004 S 6は、F環に非常に近い位置にある土星の衛星の一つである。ただし、核を持った本当の衛星なのか、軌道を回るただの一時的な塵の塊なのかはまだ良く分かっていない。

## 発見と追跡
2004年10月28日に土星探査機カッシーニによって撮られた写真の分析中に発見され、同年11月8日に国際天文学連合のサーキュラーで公表された。なお発見報告の際には、可能性は低いながらもこの天体が S/2004 S 4 と同一の天体である可能性も指摘されている。
F環付近の領域では2005年末までに少なくとも5つの天体が発見されたが、その中では最も軌道の追跡に成功したものである。これと比べて、同じくF環の近傍にある S/2004 S 3 と S/2004 S 4 は S/2004 S 6 発見の数ヶ月前に発見されたが、それ以来存在が確認されていない。S/2004 S 6 の発見直後の11月15日に行われた全体探索の時にはいずれも見つからなかったが、S/2004 S 6 だけはその後再び発見されている。ただしこの天体が固体の実体を持った衛星なのか、あるいは数ヶ月から数年の時間スケールで散逸する一時的な粒子塊 (clump) なのかは不明である。

## 特徴
太陽光の当たり方によって見え方が変わると考えられ、S/2004 S 6 が発見される時は太陽が逆光になっている時である。これは、S/2004 S 6 が広がった細かい塵からなる存在であると考えると説明することができる。つまり、細かい塵は強い前方散乱を起こすため、太陽が逆光になる位置関係である時は前方散乱光によって特に明るく見えるというものである。発見された時は太陽が逆光になる位置関係だったが、その後の11月の観測時はそうではなく、その際に検出されなかったことから固体の核は (もし存在するとしたら) 小さいものであろうと考えられる。
S/2004 S 6 はF環の内側でも外側でも見られるため、軌道がF環を横切っていると考えられる。計算によるとこの天体は環を周期的に横切り、例えば2005年4月9日に環の最も濃い部分から 1.5 km の距離に近づいている。F環をとりまく薄い物質中に見られるらせん構造は、この接近の影響であることが示唆されている。
写真に見られる塵のハロは非常に大きく、長さ 2000 km にも及ぶ。明るさからすると、固体部分が存在するとした場合の直径は 3-5 km より大きくはないだろうと推測される。
2008年には、F環の力学を説明するためには S/2004 S 6 かそれに類似する天体の存在が必要であるという研究報告がされている。